# کهکشان سوهو
کهکشان سوهو یا گلکسی سوهو (چینی ساده‌شده: 银河SOHO; چینی سنتی: 銀河SOHO; پین‌یین: Yínhé SOHO) یک ساختمان مجتمع شهری در پکن، چین است. این بنا که بین سالهای ۲۰۰۹ و ۲۰۱۲ ساخته شده‌است، اولین ساختمان از دو بنایی در پکن است که توسط زاها حدید طراحی شده‌است.
این ساختمان در جنوب غربی پل چائویانگمن در پکن واقع شده‌است. این مجموعه از یک طرح منحنی شکل متشکل از چهار ساختار پیوسته نامتقارن تشکیل شده‌است. این سازه مساحت ۳۳۰۰۰۰ مترمربع را پوشش می‌دهد. طراحی پارامتریک این ساختمان از حیاط‌های کلاسیک چین الهام گرفته‌است. این مجموعه شامل فروشگاه‌ها، دفاتر و امکانات تفریحی است.

## طراحی
ساختمان کهکشان سوهو شامل چهار سازه اصلی گنبدی شکل است که توسط پل‌ها و سکوهایی بهم متصل شده‌اند و محیطی سیال ایجاد می‌کنند که مجموعه ای از حیاط‌های عمومی و یک فضای مرکزی بزرگ را احاطه کرده‌است. این سازه از حیاط‌های کلاسیک چینی ایده گرفته‌است. نمای بیرونی ساختمان با آلومینیوم و سنگ پوشیده شده و در داخل آن از شیشه، موزاییک، فولاد ضدزنگ و گچ تقویت شده با الیاف شیشه استفاده شده‌است. این مجموعه شامل یک سیستم سقف سرد است که اثرات خرد اقلیم‌های ناشی از استراتژی‌های معماری پایدار را به حداقل می‌رساند.
این سازه در کل ۱۸ طبقه دارد. سه سطح پایین کهکشان سوهو دارای امکانات عمومی فروشگاهی و سرگرمی است. طبقه‌های بالاتر، از طبقه چهارم تا پانزدهم، به فضاهای اداری اختصاص یافته‌است. سه طبقه آخر به رستوران و کافه‌ها اختصاص داده شده‌است و با چشم‌اندازهایی از شهر پکن همراه است.

## جوایز
در سال ۲۰۱۳، از طرف مؤسسه سلطنتی معماران بریتانیا نامزد دریافت جایزه لوبتکین شد. مرکز حفاظت از میراث فرهنگی پکن به این نامزدی انتقاد کرد و اظهار داشت این پروژه صدمه بزرگی به نگهداری از خیابان‌های قدیمی پکن، طرح اصلی شهری، خانه‌های سنتی حیاط دار، چشم‌اندازها و سبک و رنگبندی معماری بومی منحصر به فرد پکن زده‌است.